# Kashtiliash II
Kashtiliash II rey de los casitas de Khana (Mari y Terqa). Sucesor de Abirattash con el que se desconoce su parentesco. Reinó probablemente hacia la mitad del siglo XVII ac. Le sucedió su hermano Urzigurumash.
- Datos: Q11736856